# Зуев, Олег Алексеевич
Олег Алексеевич Зуев (9 сентября 1937 — 2 августа 1997) — советский и российский художник, график, живописец. В 1960-е — начале 1990-х годов работал как книжный график в ведущих ленинградских издательствах и журналах. 
Автор иллюстраций к произведениям А. А. Блока, Е. А. Евтушенко, Н. М. Карамзина, А. Т. Твардовского, Г. Уэллса.

## Биография
Родился 9 сентября 1937 году в Ленинграде. Рисовать начал с детства, в основном это были зарисовки с натуры, в школьные годы часто бывал в Эрмитаже и Русском музее. К старшим классам сделал выбор между спортом (серьезно занимался баскетболом) и будущей профессией. По окончании средней школы работал чертежником в конструкторском бюро.
В 1956 году был призван в армию, проходил службу в Польше. Во время службы, в 1957 году, впервые выполнил самостоятельную работу как художник (по приказу начальства, в ожидании визита первого секретаря ЦК КПСС Н. С. Хрущева в ПНР) — бюст и памятник В. И. Ленину, которые были установлены на территории военной части близ Болеславца, был награжден грамотой. По окончании срочной службы несколько лет работал в армейской газете «Знамя Победы» Северной группы войск. «Польский период» имел решающее значение для творчества художника. Помимо профессионального опыта, эти годы в его жизни были связаны с глубоким и плодотворным погружением в мир польского искусства, контактами с ведущими польскими художниками-графиками (в частности, с одним из основателей «польской школы плаката» Вальдемаром Свежи), посещением художественных академий во Вроцлаве и Варшаве.
В 1962 году вернулся из Польши в Ленинград уже сложившимся художником. В 1962 году работал на Киностудии Министерства обороны СССР в Цехе мульти- и киносъемок. В 1963—1964 годы — художник-декоратор на Ленинградской студии телевидения. В 1966—1972 годы был членом Ленинградского объединенного городского комитета художников книги, графики и плаката (профсоюз работников культуры).
Во второй половине 1960-х — начале 1980-х годов как книжный график сотрудничал с журналами «Аврора», «Костер», «Нева», «Пионер», иллюстрировал очерки и художественные произведения. В то же время начал работать как внештатный художник в ленинградских издательствах (Лениздат, Детгиз, Гидрометеоиздат, «Советский писатель», «Искусство»). Оформлял и иллюстрировал книги современных писателей и поэтов (в основном ленинградских), русскую, советскую и зарубежную классику, научно-популярные издания (вышло свыше тридцати книг с его иллюстрациями).
В 1995 году принимал участие в выставке современной петербургской книжной графики, проходившей в Российской национальной библиотеке (в здании на наб. р. Фонтанки, 36), организованной секцией графики Союза художников Санкт-Петербурга.
Круг знакомых и друзей О. Зуева при жизни был необычайно широк — ленинградские и московские художники (включая М. С. Беломлинского, Г. В. Калиновского, Г. В. Ковенчука, В. Н. Лосина, Г. А. В. Траугот), писатели и поэты, редакторы издательств и журналов, фотографы, кинооператоры, актеры, режиссеры, джазовые музыканты.
Последние годы были очень трудными в жизни художника, когда сам он остался практически без работы и средств, болел, семье помогали ближайшие друзья.
Умер 2 августа 1997 года. Похоронен на Северном кладбище.

## Творчество
Первая книга с иллюстрациями О. Зуева — сборник рассказов Н. Борисова «Дело передается в суд» — вышла в 1967 году в Лениздате. Одни из последних работ художника — иллюстрации к книге Ж.-А. Фабра «Жизнь насекомых», выполненные для издательства «Детская литература» в начале 1990-х годов (не опубликованы).
Посмертно вышли две книги с иллюстрациями О. Зуева — «Основы классического танца» А. Я. Вагановой (6-е изд. СПб. : Лань, 2000; и 7—9 стер. изд.) с рисунками (без упоминания имени художника), выполненными для 5 го издания учебника (Л. : Искусство, 1980), и книга Е. А. Евтушенко «Это — женщина моя» (СПб. : Амфора, 2012), в которой, по просьбе издательства, были использованы рисунки О. Зуева из книги Е. Евтушенко «Откуда родом я» (Л. : Детская литература, 1983).
Творчество О. Зуева, несмотря на его известность в профессиональном сообществе, не было полноценно исследовано при жизни художника и только по прошествии времени, во многом благодаря стараниям его семьи и, в частности, сына — А. О. Котломанова (Зуева), профессора СПГХПА им. А. Л. Штиглица, — было внесено в научный контекст.
Его творчество является замечательным примером того, как «в русском / советском искусстве 1960—1980-х годов конвенциональные формы выражения взаимодействовали с тенденциями неофициальной художественной культуры».
Иллюстрация Олега Зуева к «Человеку-невидимке», взаимодействуя с образами Магритта как с индексальными знаками, намекает на обширный контекст сюрреализма в плане отношения к объекту — этой вариативной форме художественного сознания. Другие иллюстрации к книге Уэллса, например к «Машине времени» и «Войне миров», показывают также исключительно авторское прочтение, будучи визуальным «текстом в тексте». Они в равной степени иллюстративны и оригинальны, независимы от текста Уэллса. Это образы, в которых воедино, в одной плоскости, совмещаются контексты и планы восприятия, так что они становятся размышлением о том, что можно назвать визуальностью, художественной реальностью.

## Книги с иллюстрациями О. Зуева (основной список)
- Блок А. А. Избранные произведения. — Л.: Лениздат, 1980. — 640 с. — (Библиотека Лениздата).
- Ваганова А. Я. Основы классического танца. — 5-е изд. — Л.: Искусство, Ленингр. отд-ние, 1980. — 192 с.
- Владимиров О., Александрова Л. Занимательная океанология: науч.-худож. книга. — Л.: Дет. лит., 1984. — 125 с.
- Гладкая Л. Листок ветровой: стихи. — Л.: Сов. писатель, Ленингр. отд-ние, 1973. — 71 с.
- Дубровина Э. Вереск: стихи. — Л.: Лениздат, 1973. — 102 с.
- Евтушенко Е. Откуда родом я: стихотворения. — Л.: Дет. лит., 1983. — 111 с.
- Зимин А. Незнакомый знакомый лес. — Л.: Дет. лит., 1987. — 176 с.
- Карамзин Н. М. Избранные произведения. — Л.: Лениздат, 1980. — 190 с.
- Коммонер Б. Замыкающийся круг: природа, человек, технология.: пер. с англ. — Л.: Гидрометеоиздат, 1974. — 276 с.
- Краснопевцев В. Чайки на пьедестале. — Л.: Лениздат, 1975. — 119 с.
- Куклин Л. Прямой взгляд: стихи. — Л.: Дет. лит., 1986. — 127 с.
- Купер П. Ф. Остров затерянных / пер. с англ. А. Миневич. — Л.: Гидрометеоиздат, 1970. — 165 с.
- Лядов А. Книга странствий: стихи. — Л.: Лениздат, 1974. — 120 с.
- Полевой Б. Н. Повесть о настоящем человеке. Доктор Вера. — Л.: Лениздат, 1980.— 560 с.
- Полякова Н. Искры вечного огня: поэма о Вале Чеботаревой. — Л.: Дет. лит., 1985. — 31 с.
- Прокофьев А. Яблоня должна цвести: стихи о Родине, о молодости, о любви. — Л.: Дет. лит., 1987. — 142 с.
- Семенов-Спасский Л. Белый дрейф: повести. — Л.: Лениздат, 1975. — 232 с.
- Семенов-Спасский Л. Берилловое ожерелье: рассказы об Антарктиде. — Л.: Дет. лит., 1978. — 127 с.
- Сигунов П. Танцующие иголочки. — Л.: Лениздат, 1969. — 143 с.
- Тарутин О. На трех китах: стихи. — Л.: Лениздат, 1969. — 102 с.
- Твардовский А. Стихотворения. — Л.: Дет. лит., 1984. — 142 с.
- Уэллс Г. Избранные произведения. — Л.: Лениздат, 1979. — 669 с.
- Шевелев А. До первой звезды: стихи. — Л.: Лениздат, 1975. — 135 с.
- Шефнер В. Ночная ласточка: стихи разных лет. — Л.: Дет. лит., 1991. — 207 с.

## Публикации (переводы с польского языка, очерки)
- Из польского юмора : [6 юморесок] / пер. с пол. Олег Зуев // Нева. 1968. № 9. С. 274.
- Из польского юмора / пер. О. Зуев и Б. Семенов // Нева. 1969. № 12. С. 271.
- [Художник Михаил Майофис : очерк] / Олег Зуев // Аврора. 1974. № 1. 4 я с. обл.
- Поговорим о твоем рисунке : [очерк о Детской художественной школе г. Выборга] / О. Зуев // Костер. 1976. № 7. С. 54.